# Lima 2019 (canal de televisión)
Lima 2019 fue un canal de televisión por suscripción deportivo peruano operado por Media Networks y propiedad de Telefónica del Perú. Inició sus emisiones el 19 de marzo de 2019 y finalizó el 2 de septiembre del mismo año. Transmitía eventos en vivo y por diferido de los Juegos Panamericanos y Juegos Parapanamericanos que se celebraron en Lima en 2019.
El canal se emitía de forma exclusiva en la proveedora de televisión Movistar TV.

## Eventos deportivos
- Juegos Panamericanos de 2019
- Juegos Parapanamericanos de 2019.

## Logotipos
- Es el mismo logo que el de los Juegos Panamericanos acompañado a la derecha de la letra "M" del logo de Movistar.